# Christine Margarete zu Mecklenburg

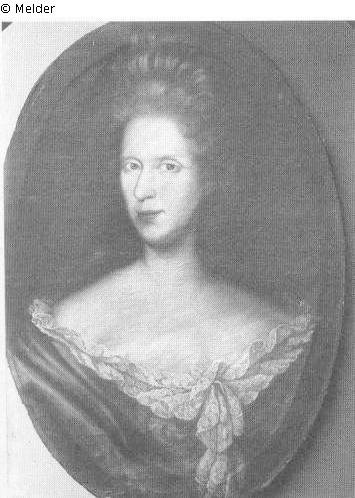
Christine Margarete [1650]

Christine Margarete von Mecklenburg, geborene Prinzessin von Mecklenburg[-Güstrow], (* 3. März 1615 in Güstrow; † 16. August 1666 in Wolfenbüttel) war durch Heirat Herzogin zu Mecklenburg[-Schwerin].

## Leben
Christine Margarete wurde als Tochter Johann Albrecht II. von Mecklenburg und dessen erster Gemahlin (Margarethe) Elisabeth, geborene Herzogin zu Mecklenburg[-Gadebusch], Tochter des Christoph zu Mecklenburg, in Güstrow geboren. Ihre Erziehung wurde durch ihre Stiefmutter Elisabeth beeinflusst. Ihre Geschwister waren der vor ihrer Geburt verstorbene Johann Christoph (1611–1612), Sophie Elisabeth (1613–1676) und Karl Heinrich (1616–1618), der ebenfalls früh verstarb. Aus einer späteren Ehe ihres Vaters mit Eleonore Marie von Anhalt-Bernburg gingen weitere Geschwister hervor. Durch den Konfessionswechsel ihres Vaters im Jahr 1618 vom Luthertum zum Calvinismus kam es zu familiären Streitigkeiten mit dessen Bruder Adolf Friedrich (1588–1658). Von 1628 bis 1632 lebte die Familie im Exil, da Kaiser Ferdinand II. das Herzogtum an Wallenstein verpfändet hatte.
Christine Margarete wurde am 12. Februar 1640 zunächst mit Herzog Franz Albrecht von Sachsen-Lauenburg vermählt, der sie 1641 in seinem Testament als Alleinerbin einsetzte, als er in Regensburg auf einem Reichstag den Auftrag erhielt, in Schlesien ein neues Heer aufzustellen und als kaiserlicher Feldmarschall zu kommandieren. Im Frühjahr 1642 wurde Franz Albrecht in einem Gefecht bei Schweidnitz verwundet, geriet in Gefangenschaft der Schweden und starb. Als Witwensitz blieb ihr das Amt Stintenburg.
Sie heiratete anschließend ihren Vetter Herzog Christian Ludwig (1623–1692). Dessen Vater Herzog Adolf Friedrich hatte sich aufgrund der Konfession seiner Nichte gegen diese Verbindung ausgesprochen, woraufhin der Wolfenbütteler Herzog August d. J. zu Braunschweig-Lüneburg vom Kaiser vergeblich als Vermittler eingesetzt wurde. Die Hochzeit wurde 1650 in Hamburg, im Beisein ihrer Schwester Sophie Elisabeth abgehalten. Da ihr jüngerer Gemahl an Geldknappheit litt, überschrieb Christine Margarete ihm ihre Güter in Zarrenthin und Stintenburg. Diese Überschreibung sollte nur vorübergehend sein, jedoch weigerte sich Christian Ludwig ihr die Rechte zurückzugeben. 1652 verließ sie daher ihren Gatten und begab sich nach Wolfenbüttel an den Hof des Herzogs August. Als alle Versuche scheiterten, sie wieder zu sich zu holen, beantragte Christian Ludwig die Scheidung. 1663 begab er sich nach Frankreich, wo er zum Katholizismus konvertierte. So konnte der Papst die Ehe annullieren und Christian Ludwig ehelichte 1664 Elisabeth Angélique de Montmorency. Im selben Jahr wurde die Ehescheidung durch den Kaiser bestätigt. Christine Margarete starb zwei Jahre später in Wolfenbüttel und wurde in der Hauptkirche Beatae Mariae Virginis zu Wolfenbüttel bestattet.